# Désorption
Ne doit pas être confondu avec dégazage.
La désorption est la transformation inverse de la sorption (adsorption ou absorption), par laquelle les molécules absorbées (ou adsorbées) se détachent du substrat.
Par exemple, la désorption thermique est l'incinération. Le séchage et l'essorage sont également des formes de désorption.

## Conditions opératoires
La désorption d'une substance adsorbée peut avoir lieu par différents moyens, tels que :
- la diminution de la pression : adsorption à pression modulée (APM) (en anglais : pressure swing adsorption, PSA) ;
- l'augmentation de la température : adsorption à température modulée (ATM) (temperature swing adsorption, TSA) ;
- la désorption-ionisation sur silicium (desorption/ionization on silicon, DIOS), une méthode de désorption laser douce utilisée pour générer des ions en phase gazeuse pour la spectrométrie de masse.